# Arracacia guatemalensis
Arracacia guatemalensis là một loài thực vật có hoa trong họ Hoa tán. Loài này được J.M. Coult. & Rose ex Breedlove mô tả khoa học đầu tiên năm 1986.